# Brachyllus deuveianus
Brachyllus deuveianus är en skalbaggsart som beskrevs av Keith 2003. Brachyllus deuveianus ingår i släktet Brachyllus och familjen Melolonthidae. Inga underarter finns listade.